# Леканора
Лекано́ра (лат. Lecanora) — род лишайников семейства Леканоровые (Lecanoraceae).

## Описание
Слоевище однообразно накипное, гладкое, зернистое или бородавчатое, сплошное или ареолированное до рассеянного в виде отдельных бугорков или чешуек, нередко незаметное, произрастающее на различных субстратах; прикрепляется к субстрату гифами подслоевища или сердцевинного слоя. Слоевище гетеромерное. Верхний коровой слой обычно хорошо развит.
Апотеции сидячие, с плоским или выпуклым, редко слегка вогнутым диском, обычно окружёнными слоевищным краем, нередко позднее исчезающим. Иногда вокруг диска, кроме слоевищного, образуется и собственный край. Гипотеций бесцветный или слабо окрашенный. Сумки с 8 (редко 16—32) спорами.
Споры одноклеточные, бесцветные, или почти веретеновидные, прямые, с тонкой оболочкой. Пикноконидии нитевидные, прямые или изогнутые.
Фотобионт — водоросли рода Protococcus.

### Химический состав
Виды химически разнообразны и содержат многие вторичные метаболиты.

## Классификация
Согласно базе данных Catalogue of Life род охватывает 309 видов. Некоторые известные в России виды:
- Lecanora albella (Pers.) Ach., 1810 — Леканора беловатая
- Lecanora albellula (Nyl.) Th. Fr. — Леканора беловатенькая
- Lecanora allophana Nyl. — Леканора разнообразная
- Lecanora argentata (Ach.) Malme, 1897 — Леканора серебристая
- Lecanora chlarotera Nyl. — Леканора нежноватая
- Lecanora hagenii (Ach.) Ach., 1810 — Леканора Хагена
- Lecanora saligna (Schrad.) Zahlbr., 1928 — Леканора ивовая
- Lecanora symmicta (Ach.) Ach., 1814 — Леканора смешанная